# 弗雷歇分布
弗雷歇分布（Fréchet distribution），也称为逆韦伯分布，是一种极值分布，属于广义极值分布（Generalized Extreme Value Distribution, GEV）中的一类，主要用于描述在极端事件中可能出现的最大值。它的累积分布函数为
{\displaystyle \ \Pr(\ X\leq x\ )=e^{-x^{-\alpha }}~~~~~(x>0)~.}
其中α > 0是形状参数。它可以推广到包含位置参数m （最小值）和尺度参数s > 0的累积分布函数
{\displaystyle \ \Pr(\ X\leq x\ )=\exp \left[\ -\left({\tfrac {\ x-m\ }{s}}\right)^{-\alpha }\ \right]~~~~~~(x>m)~.}
该分布以 1927 年发表相关论文的莫里斯·弗雷歇（Maurice Fréchet）的名字命名， 1928 年罗纳德·艾尔默·费希尔和伦纳德·亨利·卡勒布·蒂皮特（Fisher 和 Tippett）以及 1958 年埃米尔·朱利叶斯·甘贝尔（Gumbel）又对其进行了进一步的研究。  

## 特征
有单参数{\displaystyle \alpha \ }的弗雷歇分布，具有标准化矩{\displaystyle \mu _{k},}
{\displaystyle \mu _{k}=\int _{0}^{\infty }x^{k}f(x)\ \operatorname {d} x=\int _{0}^{\infty }t^{-{\frac {k}{\alpha }}}e^{-t}\ \operatorname {d} t\ ,}
（{\displaystyle \ t=x^{-\alpha }\ } ），对于{\displaystyle \ k<\alpha \ :}
{\displaystyle \ \mu _{k}=\Gamma \left(1-{\frac {k}{\alpha }}\right)\ }
其中{\displaystyle \ \Gamma \left(z\right)\ }是Gamma 函数。
它有以下特性：
- {\displaystyle \alpha >1}期望是{\displaystyle E[X]=\Gamma (1-{\tfrac {1}{\alpha }})}
- {\displaystyle \alpha >2}方差是{\displaystyle {\text{Var}}(X)=\Gamma (1-{\tfrac {2}{\alpha }})-{\big (}\Gamma (1-{\tfrac {1}{\alpha }}){\big )}^{2}.}

{\displaystyle y}的次序的分位数{\displaystyle q_{y}}可以通过分布的倒数来表示，
{\displaystyle q_{y}=F^{-1}(y)=\left(-\log _{e}y\right)^{-{\frac {1}{\alpha }}}}.
其中，中位数是：
{\displaystyle q_{1/2}=(\log _{e}2)^{-{\frac {1}{\alpha }}}.}
分布的众数是{\displaystyle \left({\frac {\alpha }{\alpha +1}}\right)^{\frac {1}{\alpha }}.}
特别是对于 3 参数弗雷歇分布，第一个四分位数是{\displaystyle q_{1}=m+{\frac {s}{\sqrt[{\alpha }]{\log(4)}}}}和第三个四分位数{\displaystyle q_{3}=m+{\frac {s}{\sqrt[{\alpha }]{\log({\frac {4}{3}})}}}.}
平均值和众数的分位数也是：
{\displaystyle F(mean)=\exp \left(-\Gamma ^{-\alpha }\left(1-{\frac {1}{\alpha }}\right)\right)}
{\displaystyle F(mode)=\exp \left(-{\frac {\alpha +1}{\alpha }}\right).}

## 应用

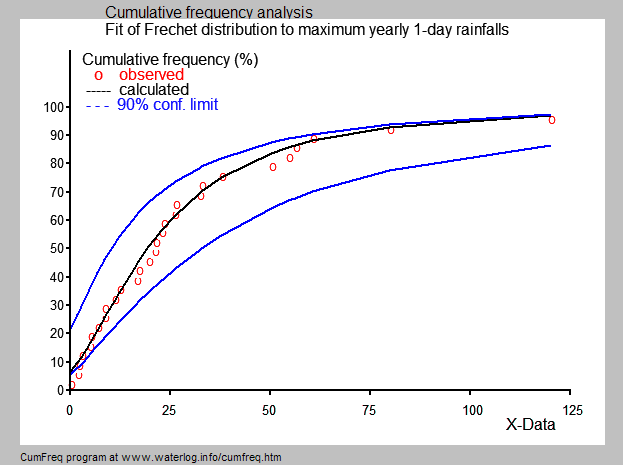
拟合极端单日降雨量的累积弗雷歇分布

- 在水文学中，弗雷歇分布适用于极端事件，例如年度最大单日降雨量和河流流量[7]。图片由 CumFreq 制作，展示了将弗雷歇分布与阿曼年度最大单日降雨量次序拟合的示例，以及对应二项分布的 90% 置信区间。在累积频率分析中，降雨数据的累积频率通过绘制散点图来表示。

然而，在大多数水文应用中，分布拟合往往是通过广义极值分布进行的，因为这样避免了强加分布没有下限的假设（正如弗雷歇分布所要求的那样）。 

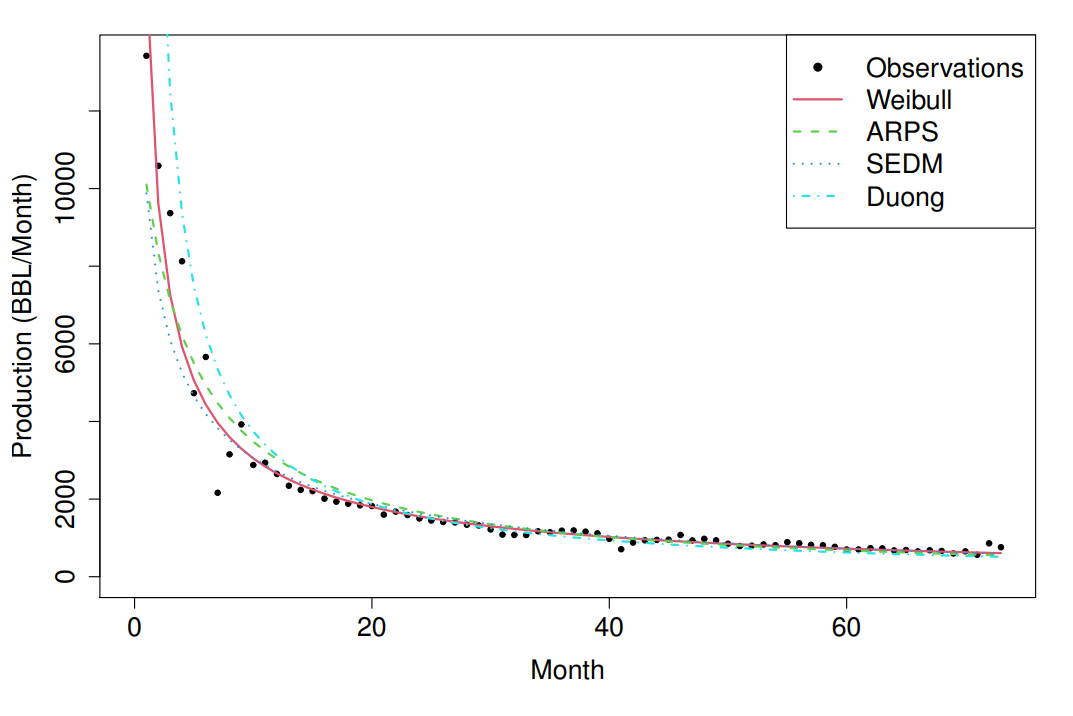
拟合下降曲线分析。Duong 模型可以被认为是弗雷歇分布的推广。

- 在下降曲线分析中，一口井的石油或天然气产量随时间序列数据呈下降趋势，可以用弗雷歇分布来描述。[8]
- 评估多变量分布是否渐近相关或独立的一个测试是使用变换将数据转换为标准弗雷歇边界{\displaystyle Z_{i}=-1/\log F_{i}(X_{i})}，然后从笛卡尔坐标映射到伪极坐标{\displaystyle (R,W)=(Z_{1}+Z_{2},Z_{1}/(Z_{1}+Z_{2}))} 。{\displaystyle R\gg 1}对应于至少一个比重较大的极值，而{\displaystyle W}近似 1 或 0 仅对应于一个成分为极值。
- 在经济学中，它用于模拟个人对不同产品（产业组织）、地点（城市经济学）或公司（劳动经济学）的偏好的特殊成分。

## 相关的分布
- 弗雷歇分布的累积分布函数可用于求解最大稳定性假设方程

尺度关系
- 如果{\displaystyle \ X\sim U(\ 0,1\ )\ } （连续均匀分布）则{\displaystyle \ m+s\cdot {\Bigl (}-\log _{e}\!(X)\ {\Bigr )}^{\frac {-1\;}{\alpha }}\sim {\textsf {Frechet}}(\alpha ,s,m)\ }

- 如果{\displaystyle \ X\sim {\textsf {Frechet}}(\ \alpha ,s,m=0\ )\ }那么它的倒数服从韦伯分布： {\displaystyle \ {\frac {\ 1\ }{X}}\sim {\textsf {Weibull}}\!\left(\ k=\alpha ,\lambda ={\tfrac {1}{s}}\ \right)\ }

- 如果{\displaystyle \ X\sim {\textsf {Frechet}}(\alpha ,s,m)\ }，然后{\displaystyle \ k\ X+b\sim {\textrm {Frechet}}(\ \alpha ,ks,k\ m+b\ )\ }

- 如果 {\displaystyle \ X_{i}\sim {\textsf {Frechet}}(\ \alpha ,s,m\ )\ }，并且 {\displaystyle \ Y=\max\{\ X_{1},\ldots ,X_{n}\ \}\ }，那么 {\displaystyle \ Y\sim {\textsf {Frechet}}(\ \alpha ,n^{\tfrac {1}{\alpha }}s,m\ )\ }

## 特性
- Frechet 分布是最大稳定分布
- 具有 Frechet 分布的随机变量的负数是最小稳定分布

## 更多阅读
- Kotz, S.; Nadarajah, S. . World Scientific. 2000. ISBN 1-86094-224-5.